# 청라국제도서관
청라국제도서관은 인천광역시 서구에 있는 공립 도서관이다.

## 연혁
- 2015년 6월 29일 개관.
- 2015년 10월 1일 관외 도서 대출 실시(1인 2권).
- 2015년 10월 7일 인천광역시 건축상 대상 수상.
- 2016년 1월 4일 도서관 야간 연장개방 및 주말운영 실시.
- 2016년 9월 4일 시설 개선 공사.
- 2016년 9월 6일 도서 대출권수 확대(1인 2권 → 5권).
- 2019년 5월 23일 다문화자료실 조성.
- 2021년 북스타트 사업 운영.
- 2022년 6월 24일 스마트도서관 개관.